# Макдоно, Терри
Терри Макдоно (англ. Terry McDonough) — британский режиссёр телевидения.

## Биография
В кинематографе с 1985 года, работая техником и кинооператором на протяжении большей части 1990-х. Затем стал режиссёром эпизодов сериалов «Максимум практики», «Там, где сердце», «По-королевски», «Тугая струна», «Улица» и «Винсент».
В 2008 году он начал снимать эпизоды американских сериалов, а именно «В последний миг», «Во все тяжкие», «Во все тяжкие», «Врата», «Необыкновенная семейка», «Башня познания», мистический мини-сериал «Улика», «Череп и кости», «Ад на колёсах», «Форс-мажоры» и «Лучше звоните Солу».
В январе 2013 года, было объявлена, что он станет режиссёром документальной драмы BBC «Приключение в пространстве и времени», изображающей создание культового британского научно-фантастического сериала «Доктор Кто».
В 2015 году снял пилотный эпизод «Пространства» и финал сезона.
В марте 2023 года стало известно о начале съёмок в Шотландии боевика-триллера «Повреждённый»  режиссёра Терри Макдоно.